# Johann Peter Lüth
Johann Peter Lüth (* 10. Mai 1937 in Stargard; † 31. Juli 2014 in Völklingen) war ein deutscher Architekt und Landeskonservator des Saarlandes.

## Leben
Lüth wuchs in Pommern auf. Die Familie flüchtete 1945 in den Westen und ließ sich in Emden nieder. Von 1957 bis 1960 studierte Lüth Architektur und Städtebau an der TU Berlin und von 1960 bis 1961 an der TH Hannover. 1961/62 unterbrach er sein Studium und arbeitete bei Fritz Eggeling an einem Neubauvorhaben der Universität in Göttingen. Von 1962 bis 1965 setzte er sein Architekturstudium an der TU Berlin fort und legte zwischenzeitlich 1964 humanistische Prüfungen in Biologie, Anthropologie, deutscher und englischer Literatur ab. Ein Jahr später beendete er sein Studium mit dem Abschluss eines Diplom-Ingenieurs.
Ab 1966 arbeitete er als Architekt mit eigenem Büro, zeitweise als „Werkgruppe 3“ mit Josef von Waldbott und Helmut Kreutzer. 1974/75 hatte er einen Lehrauftrag an der Fachhochschule des Saarlandes im Fachbereich Architektur inne. 1975 gab er das eigene Architekturbüro auf und wurde Leiter des Bauamtes des Stadtverbandes Saarbrücken. In diese Zeit fiel die Sanierung des Saarbrücker Schlosses und der Bau des Mittelpavillons durch Gottfried Böhm. 1985 berief man ihn zum Leiter des Staatlichen Konservatoramtes des Saarlandes als Nachfolger von Johannes Habich. Intensiv setzte sich Lüth als Landeskonservator für den Erhalt der saarländischen Industriekultur ein. So sicherte er die Völklinger Hütte als Baudenkmal und die Arbeitersiedlung Alte Schmelz in St. Ingbert. 2002 wurde er aufgrund des Erreichens der Altersgrenze in den Ruhestand versetzt.
Lüth war seit 1965 mit Lieselotte Hellenthal verheiratet und hatte zwei Töchter.

## Werke als Architekt (Auswahl)
- 1960/61: elterliches Einfamilienhaus in Bad Nenndorf
- 1966/67: Haus Hellenthal in St. Ingbert-Heckendalheim; Auszeichnung mit dem BDA-Preis (heute unter Denkmalschutz)
- 1967/68: Wohnhaus Werner und Rotraud Alexander, St. Ingbert
- 1969/70: Wohnhaus Helmut und Marianne Veit, Sulzbach-Neuweiler (unter Denkmalschutz)
- 1970–72: Mehrfamilienhaus mit ca. 35 Wohnungen, Neunkirchen/Saar, mit Rudolf Birtel und Bernhard Grothe
- 1972/73: Wohnhaus Karlheinz und Carmen Wallé, St. Ingbert-Rohrbach
- 1972/73: Mehrfamilienhaus für 10 Familien, Saarbrücken
- 1974/75: Kindergarten Friedrichsthal mit Helmut Kreutzer
- 1975/76: Wohnhaus und Atelier Gerhard und Katrin Heisler, Saarbrücken
- 1975–77: Mehrfamilien-Stadthaus, Saarbrücken
- 1974/75: Mehrzweckhalle, St. Ingbert-Oberwürzbach
- 1971/72: Geschäftshaus Saarland Metzgereibedarf, Saarbrücken 1982/83 Umbau zu einem Geschäftshaus mit Büros

## Veröffentlichungen
- mit Herbert Huppert: Alte Völklinger Hütte. Saarbrücken 1989/90
- mit Lucius Burckardt und Georg Skalecki: Alte Völklinger Hütte. OPUS 28, Edition Axel Menges, 1997
- Denkmäler saarländischer Industriekultur. 1989